# Visita Guiada
Visita Guiada é uma série de televisão portuguesa, transmitida pela RTP2, que dá a conhecer peças da história da arte e da cultura portuguesas.
Em cada emissão o programa elege uma peça-protagonista, num arco temporal de cerca de 800 anos e abrangendo todo o território nacional, ilhas incluídas.
A peça-protagonista pode ser um pequeno cálice ou uma catedral, um conjunto de esculturas, uma pintura, um jardim botânico ou um complexo de arquitectura industrial. O que conta é a sua excepcionalidade.
Para cada uma das emissões conta-se com as explicações de um especialista diferente, na maioria dos casos, um historiador.
Produzido pela RTP2 para televisão e pela Antena 1 para rádio, o programa começou a ser emitido semanalmente em Março de 2014.

## Ficha Técnica
- Autoria e Apresentação: Paula Moura Pinheiro

### Produção Técnica
- Steadicam - João Nuno Soares
- Câmara - José António Manso
- Assistente/Iluminação - Miguel da Santa
- Produção de Conteúdos e Edição - Sara Oliveira
- Edição e Pós-Produção de Vídeo - André Almeida Santos
- Pós-Produção de Áudio - Luís Mateus
- Grafismo - Daniela Nunes e João Santos
- Conceção Gráfica - Daniela Nunes
- Produtora Delegada - Ana Dias